# 35xxxv
《35xxxv》是日本搖滾樂團ONE OK ROCK於2015年2月11日發行的第7張專輯，分為「通常盤」和「初回預定盤」。並於2015年9月25日於全球推出全英文的特別版《35xxxv Deluxe Edition》。

## 簡介
- 關於35這個數字，主唱Taka在北美巡迴的訪談時提到[1]，是因為在美國錄音時經常看到這個數字，覺得這個數字象徵了這次美國錄音的使命，所以作為專輯命名。
- 與前作『人生×僕=』相隔約1年11個月的新作。
- 「Take Me to the Top」這首歌，原本寫出來是日文歌詞，也覺得日文比較能表現ONE OK ROCK的特色，但是因為想讓更多人認識ONE OK ROCK，所以將其翻譯為英文。
- 「Mighty Long Fall」為電影『神劍闖江湖 京都大火篇』的主題曲。
- 「Heartache」為電影『浪客劍心 傳說落幕篇』的片尾曲。
- 「Paper Planes」和美國樂團「歌魅同寢(Sleeping with Sirens)」主唱「Kellin Quinn」合作。
- 曲風更加美式，並且幾乎半數的歌皆為全英文，不是全英文的歌當中，英文歌詞仍佔了大部份，也呼應了樂團於採訪中所說「世界通用的專輯」的想法[2]。
- Oricon排名於銷售當週為專輯排行榜第1名，是ONE OK ROCK的錄音室作品中首張拿到第一名的。

## 曲目列表
- 此為通常盤之曲目列表，於初回限定盤中，「Fight the Night」音軌後方藏有隱藏曲目，因此時間長度較長（13:20）。

| 35xxxv   | 35xxxv                                                         | 35xxxv         | 35xxxv |
| 曲序     | 曲目                                                           | 製作人         | 时长   |
| -------- | -------------------------------------------------------------- | -------------- | ------ |
| 1.       | 3xxxv5                                                         |                | 1:41   |
| 2.       | Take Me to the Top                                             | Colin Brittain | 3:15   |
| 3.       | Cry Out                                                        | Colin Brittain | 3:48   |
| 4.       | Suddenly                                                       |                | 3:03   |
| 5.       | Mighty Long Fall (電影「神劍闖江湖 京都大火篇」主題曲)         | John Feldmann  | 4:03   |
| 6.       | Heartache (電影「浪客劍心 傳說的最終篇」主題曲)                | Arnold Lanni   | 4:24   |
| 7.       | Memories                                                       |                | 3:21   |
| 8.       | Decision                                                       | John Feldmann  | 3:44   |
| 9.       | Paper Planes（Featuring Kellin Quinn of Sleeping with Sirens） | John Feldmann  | 3:20   |
| 10.      | Good Goodbye                                                   |                | 3:44   |
| 11.      | One by One                                                     | Colin Brittain | 3:39   |
| 12.      | Stuck in the Middle                                            | John Feldmann  | 3:32   |
| 13.      | Fight the Night                                                | Jude Cole      | 4:16   |
| 总时长： | 总时长：                                                       | 总时长：       | 45:50  |

## 初回限定
- 為CD+DVD，DVD收錄不插電的兩首歌錄像。
- 「Fight the Night」音軌長度為13:20，後方有一貫的隱藏曲目[3]。

### DVD
| STUDIO JAM SESSION Vol.2（初回限定盤） | STUDIO JAM SESSION Vol.2（初回限定盤） |
| 曲序                                   | 曲目                                   |
| -------------------------------------- | -------------------------------------- |
| 1.                                     | Mighty Long Fall                       |
| 2.                                     | Decision                               |

## 35xxxv Deluxe Edition
- 加盟華納兄弟唱片後，於2015/09/25於全球推出全英文的特別版「35xxxv Deluxe Edition」，專輯封面改為黑底，台灣地區也由華納音樂於9/25同步發行[4][5]。

### Deluxe Edition 簡介
- 於主唱Taka在北美巡迴的訪談時[1]，提到說ONE OK ROCK一直想出一張全英文的專輯，讓更多人認識他們
- 35xxxv Deluxe Edition中的「Decision」與樂團 Issues的Tyler Carter合作，並且增加了兩首曲目「Last Dance」與「The Way Back」，為總曲目15首的豪華專輯，不過35xxxv Deluxe Edition中並未有初回限定版的隱藏曲目以及DVD。
- 「Last Dance」的MV是ONE OK ROCK第一次和美國導演合作，MV中除了男女主角之外，加入了外星人的元素，這是導演的主意，並沒有隱含什麼特別的訊息[6]。
- 專輯中收錄的「The Way Back」為英文版，而「The Way Back」的日文版亦於35xxxv Deluxe Edition發行後的同年10月5日上傳至Youtube[7]，並同步於日本iTunes開賣。
- Oricon排名於發售當週亦有第3名的佳績。

### Deluxe Edition 曲目列表
- 以下為全英文版本35xxxv Deluxe edition的曲目列表，註解為華納音樂 (台灣)官方中文歌名

| 35xxxv Deluxe edition | 35xxxv Deluxe edition                                                 | 35xxxv Deluxe edition |
| 曲序                  | 曲目                                                                  | 时长                  |
| --------------------- | --------------------------------------------------------------------- | --------------------- |
| 1.                    | 3xxxv5                                                                | 1:40                  |
| 2.                    | Take Me to the Top（登上巔峰）                                        | 3:15                  |
| 3.                    | Cry Out（嘶吼吶喊）                                                   | 3:47                  |
| 4.                    | Suddenly（忽然之間）                                                  | 3:03                  |
| 5.                    | Mighty Long Fall（猛然墜落）                                          | 4:03                  |
| 6.                    | Heartache（痛徹心扉）                                                 | 4:25                  |
| 7.                    | Memories（回憶）                                                      | 3:20                  |
| 8.                    | Decision（決心 featuring Tyler Carter of Issues）                     | 3:44                  |
| 9.                    | Paper Planes（紙飛機 featuring Kellin Quinn of Sleeping with Sirens） | 3:20                  |
| 10.                   | Good Goodbye（永別）                                                  | 3:44                  |
| 11.                   | One by One（接二連三）                                                | 3:38                  |
| 12.                   | Stuck in the Middle（無所適從）                                       | 3:32                  |
| 13.                   | Fight the Night（對抗夜晚）                                           | 4:16                  |
| 14.                   | Last Dance（最後一支舞）                                              | 3:49                  |
| 15.                   | The Way Back（歸途）                                                  | 3:02                  |
| 总时长：              | 总时长：                                                              | 52:38                 |

## 巡迴演唱會
- 專輯發行之後，ONE OK ROCK於2015年4月宣佈將於當年5月9日展開日本新專輯巡迴演唱會「ONE OK ROCK 2015 “35xxxv” JAPAN TOUR」[8]，並分別於6月、8月、9月宣佈北美、亞洲、歐洲的巡迴演唱會訊息。並於2016年4月6日發布演唱會紀錄DVD/藍光專輯「ONE OK ROCK 2015 “35xxxv” JAPAN TOUR LIVE & DOCUMENTARY」[9]

### ONE OK ROCK 2015 “35xxxv” JAPAN TOUR
- 始於2015年5月9日的靜岡場，終於7月12日的琦玉場，共22場[8]。
- 7月12日的琦玉場被記錄下來，並由WOWOW於9月27日放送[10]。
- 6月底宣佈將於9月12日及13日於千葉的幕張展覽館加場[8]，並於該場演唱中演唱了收錄於35xxxv Deluxe Edition的新歌「The Way Back」日文版。

### ONE OK ROCK 2015 “35xxxv” North American  TOUR
- 始於2015年9月29日的芝加哥場，終於11月13日的密西根場，共28場[8]。
- 除了前四場外，均非個唱，而是與All Time Low一同巡演。

### ONE OK ROCK 2015 “35xxxv” Europe TOUR
- 始於2015年12月2日的俄羅斯葉卡捷琳堡場，終於12月22日的荷蘭阿姆斯特丹場，共17場[8]。
- 非個唱，與We Came as Romans一同巡演。

### ONE OK ROCK 2016 “35xxxv” Asia TOUR
- 始於2016年1月14日的香港場，終於1月23日的新加坡場，共6場[8]。
- 為第一組登上台北小巨蛋的日本搖滾樂團。
- 2015年10月9日台灣場開賣當日，出現了大量買票人潮癱瘓了售票系統KKTIX的事件。而主辦單位和美國的經紀人聯絡後，決定於原本台灣場（1月16日）的隔天（1月17日）加場，使台灣場成為海外唯一在此次巡迴中同一場地連唱兩場的地方[11]。